# Pablo Fortin
Pablo Fortin (Reims, 11 de mayo de 1876 – Buenos Aires, 17 de febrero de 1947) fue un médico oftalmólogo e investigador científico francés. Asentado en Argentina, interesó en las Invasiones inglesas al Río de la Plata, principalmente las de Santiago de Liniers Hipólito Mordeille. Compiló y coleccionó diversos documentos de estos sucesos, los cuales fueron publicados tras su muerte, en 1967.